# Oratorio di Santa Cecilia

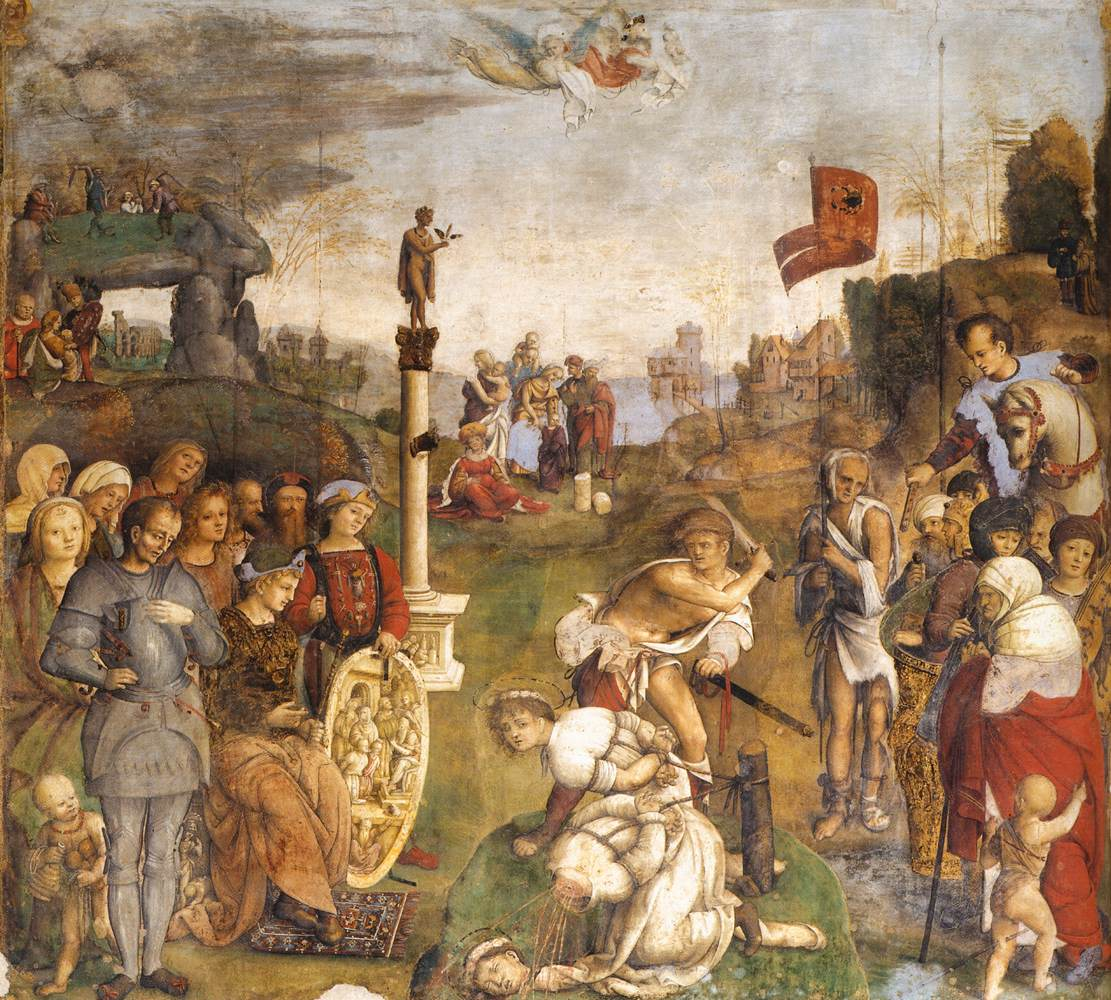
Amico Aspertini, Decapitazione di Valeriano e suo fratello Tiburzio

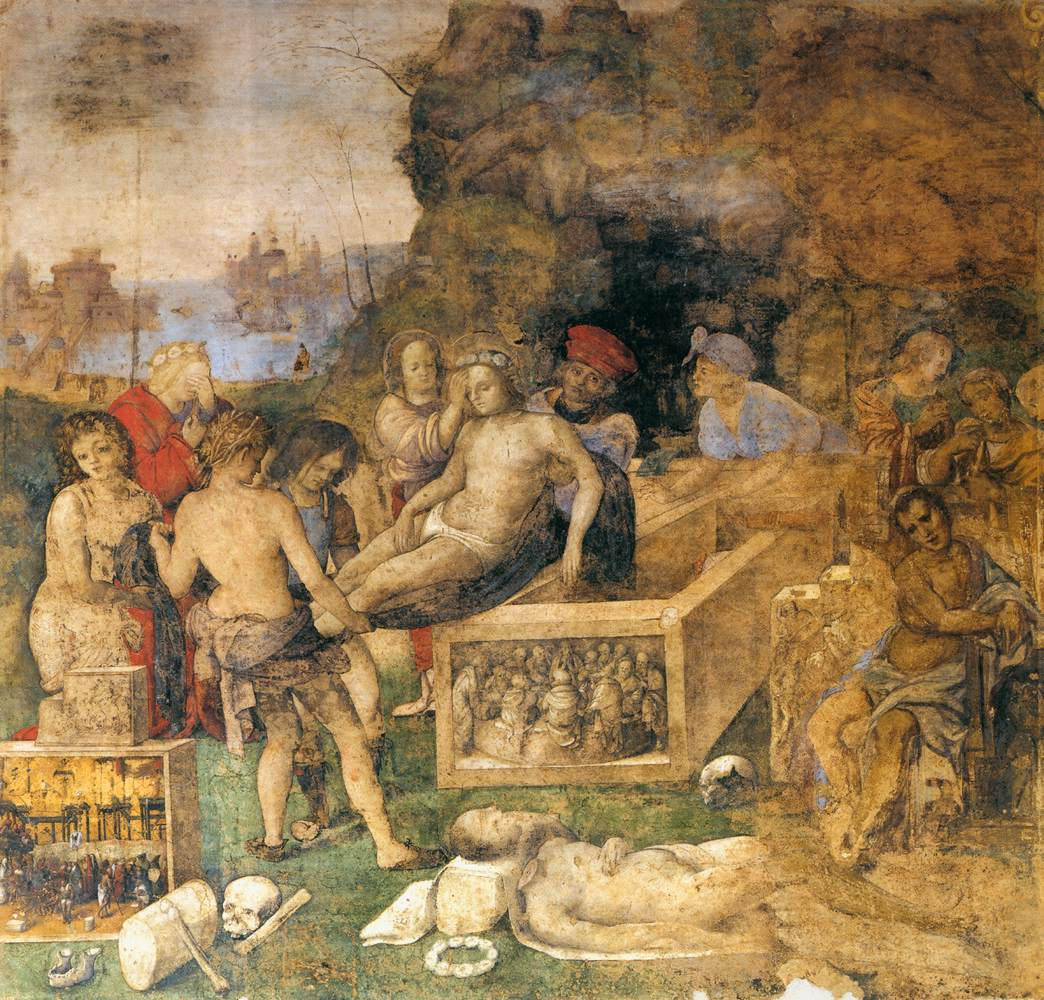
Amico Aspertini, Sepoltura dei martiri Valeriano e Tiburzio

L'oratorio di Santa Cecilia (per esteso dei Santi Cecilia e Valeriano) è un edificio religioso di Bologna, già sede di una confraternita addossata al retro della basilica di San Giacomo Maggiore, in via Zamboni 15. All'interno conserva un raro ciclo di affreschi di pittori bolognesi ed emiliani del primo Cinquecento, ragion per cui è talvolta denominata la "cappella Sistina" di Bologna.

## Storia
La data di costruzione dell'edificio è sconosciuta ma, stando a quanto riportato in un documento del XIII secolo, era certamente precedente alla basilica. Già nel 1267 la chiesa viene assegnata agli Eremitani di Sant'Agostino che ne prendono possesso effettivamente nel 1323 con il convento adiacente ancora in costruzione. Del primo edificio non restano tracce in quanto, nel 1359, il vescovo di Bologna concede agli Eremitani di ricostruire l'oratorio che fu nuovamente trasformato nella seconda metà del XV secolo. L'edificio aveva anticamente un prospetto sulla strada, che scomparve con la costruzione dei portici e rese necessario un ridimensionamento, nel 1483, messo in opera da Gaspare Nadi. In quell'anno veniva infatti costruita la cappella Bentivoglio, che riduceva lo spazio antistante l'antica chiesetta. 
Oggi, in onore anche alla titolazione a santa Cecilia, è usato come sala per concerti, ed è aperto alle visite turistiche con un regolare orario di apertura.

## Descrizione
L'interno, ad aula unica, è coperto da una volta a botte ribassata e unghiata. Lungo le pareti laterali corre il ciclo affrescato, realizzato in appena due anni, dal 1505 al 1506 e dedicato alle storie dei santi Valeriano e Cecilia.
Da sinistra, a partire dall'altare, si incontrano:
- Sposalizio di Cecilia e Valeriano di Francesco Francia
- Sant'Urbano converte Valeriano, di Lorenzo Costa
- Battesimo di Valeriano, attribuito a Giovanni Maria Chiodarolo e Cesare Tamaroccio
- Cecilia e Valeriano incoronati da un angelo, attribuito al Bagnacavallo e Biagio Pupini
- Decapitazione di Valeriano e suo fratello Tiburzio, di Amico Aspertini
- Sepoltura dei martiri, di Amico Aspertini
- Cecilia disputa col prefetto Almachio, attribuito al Bagnacavallo e Biagio Pupini
- Martirio e decapitazione di santa Cecilia, attribuito a Giovanni Maria Chiodarolo e Cesare Tamaroccio
- Cecilia dona ai poveri le proprie ricchezze, di Lorenzo Costa
- Sepoltura di santa Cecilia, di Francesco Francia

All'altare è stata ricollocata la pala della Crocifissione e santi di Francesco Francia.
Altri affreschi frammentari si trovano nel portico.

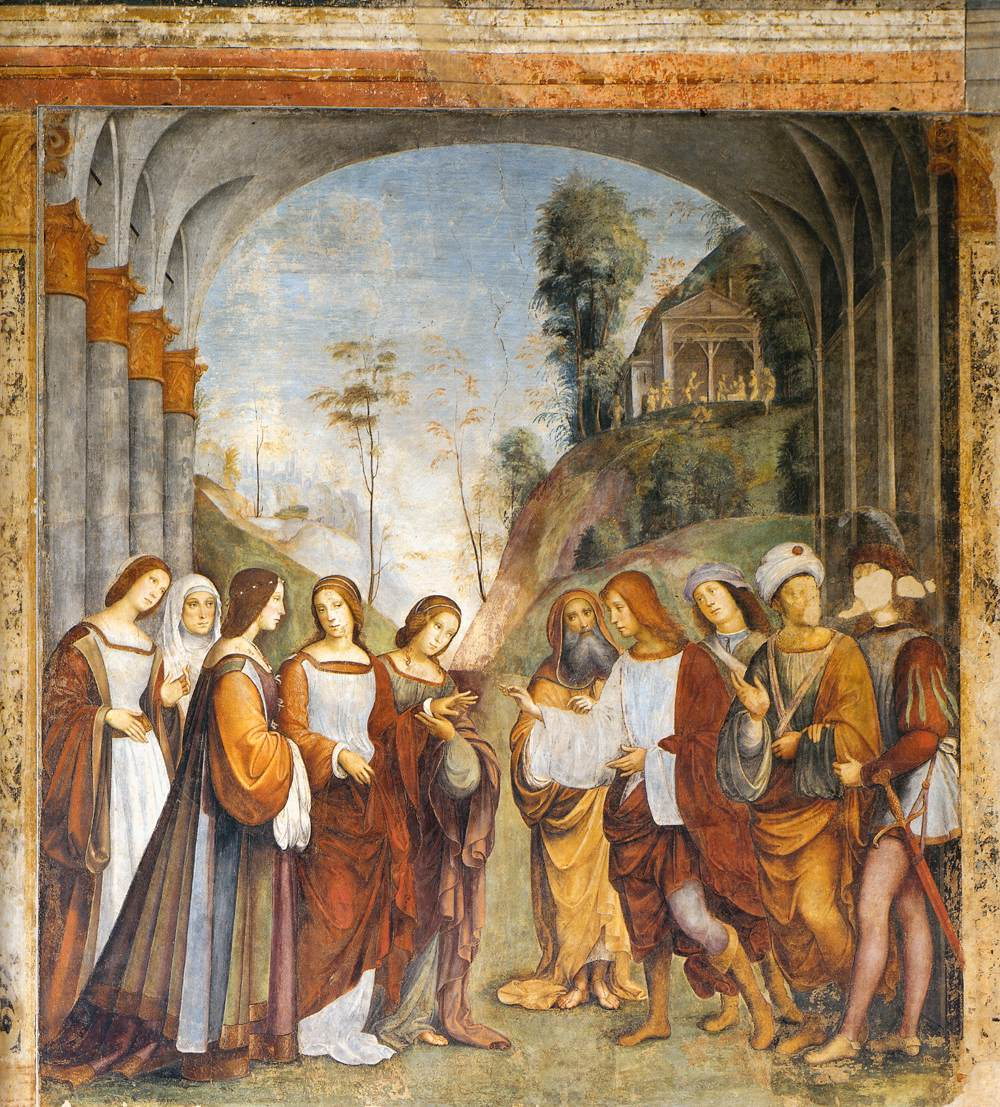
Sposalizio di Cecilia e Valeriano di Francesco Francia
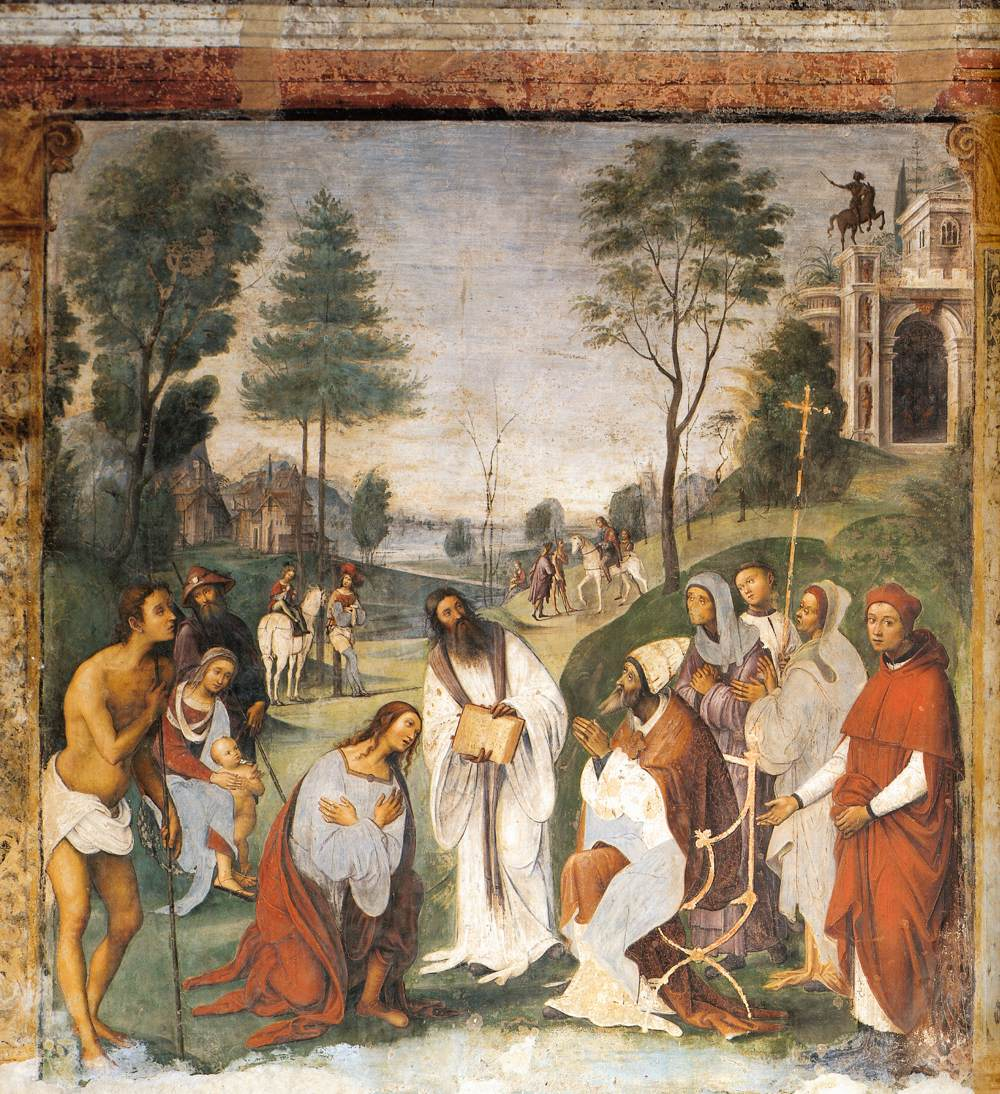
Sant'Urbano converte Valeriano, di Lorenzo Costa
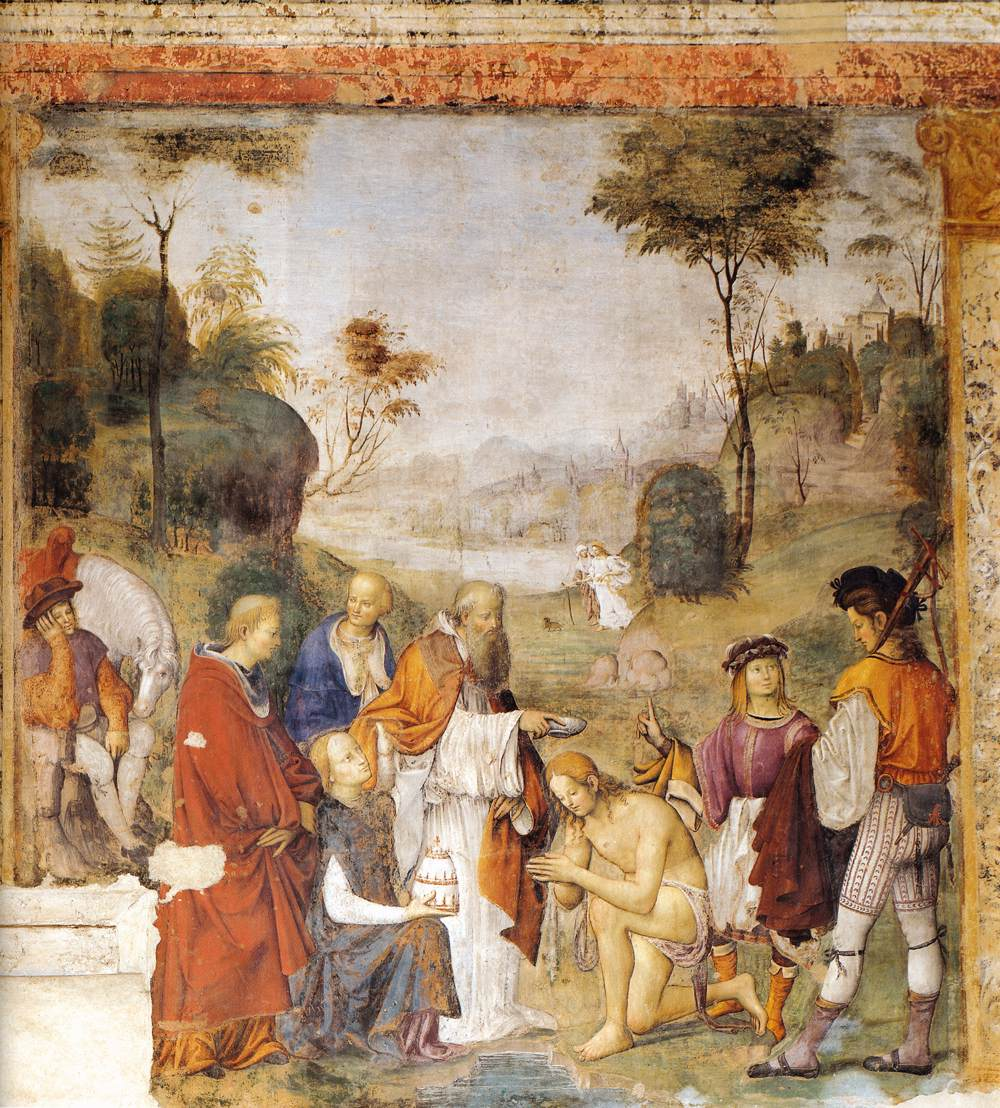
Battesimo di Valeriano, attribuito a Giovanni Maria Chiodarolo e Cesare Tamaroccio
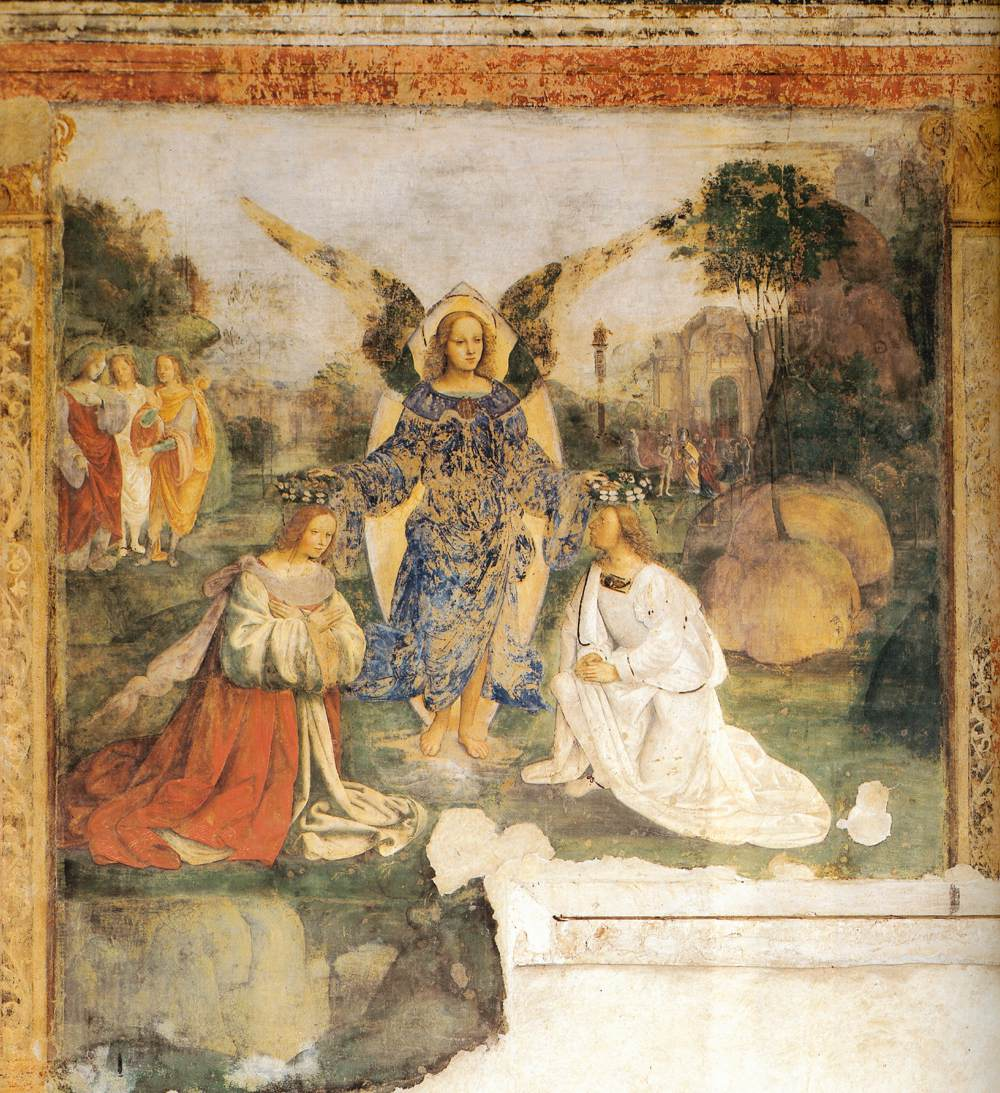
Cecilia e Valeriano incoronati da un angelo, attribuito al Bagnacavallo e Biagio Pupini
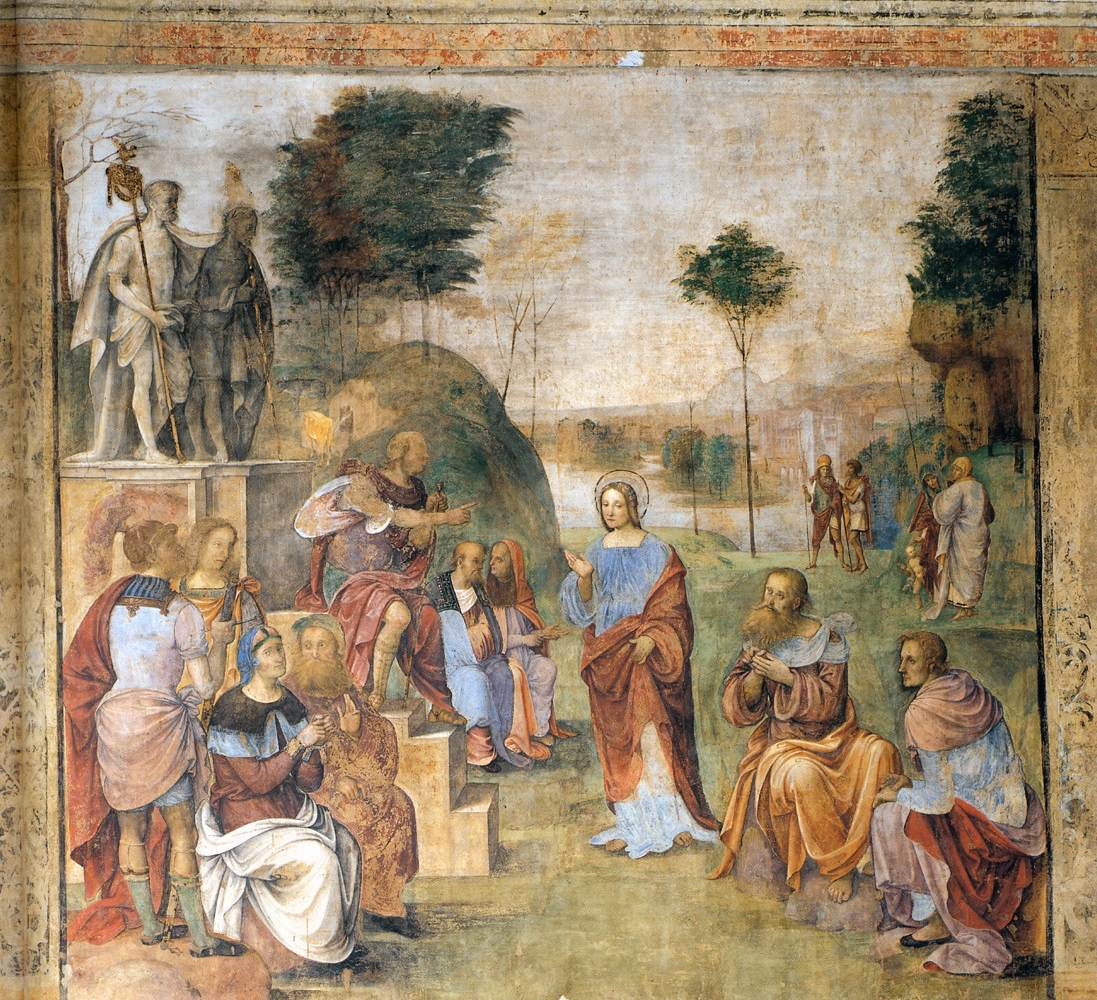
Cecilia disputa col prefetto Almachio, attribuito al Bagnacavallo e Biagio Pupini
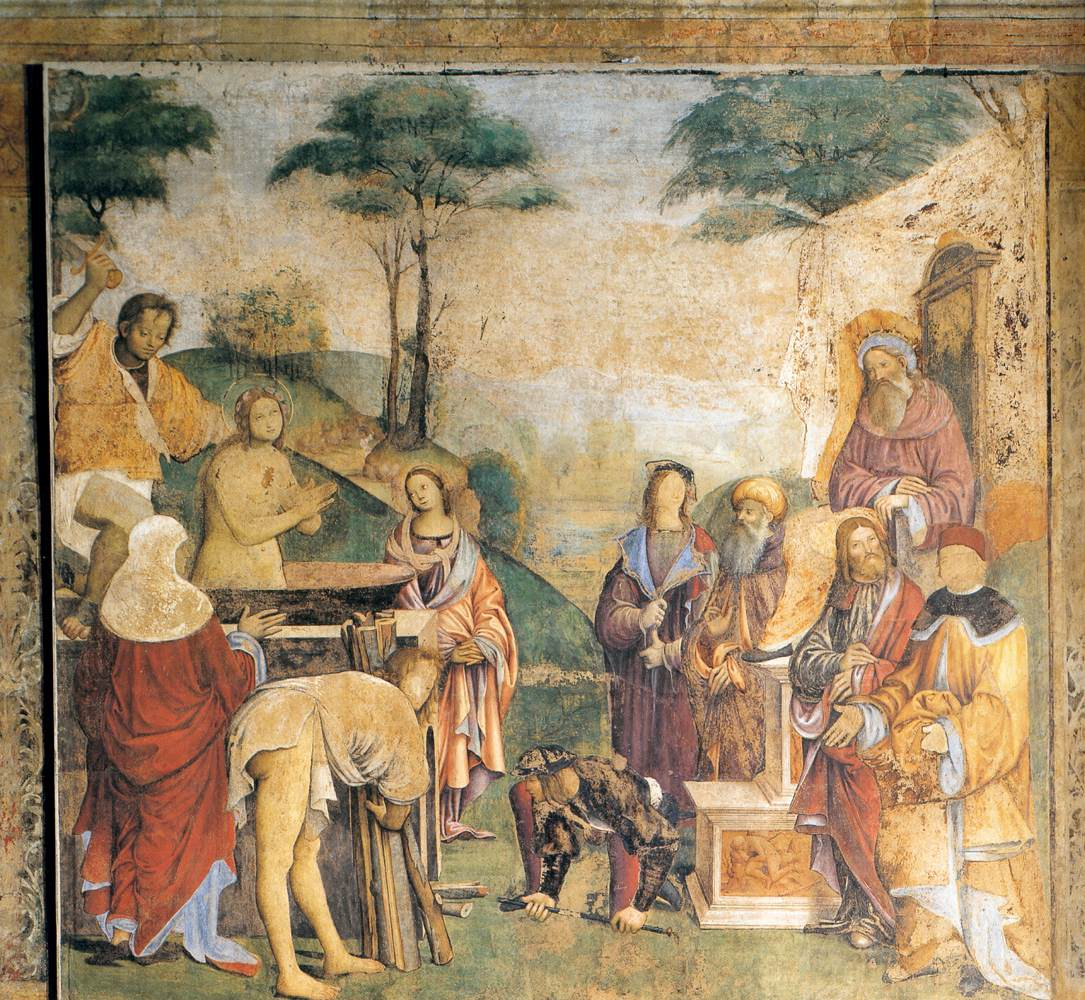
Martirio e decapitazione di santa Cecilia, attribuito a Giovanni Maria Chiodarolo e Cesare Tamaroccio
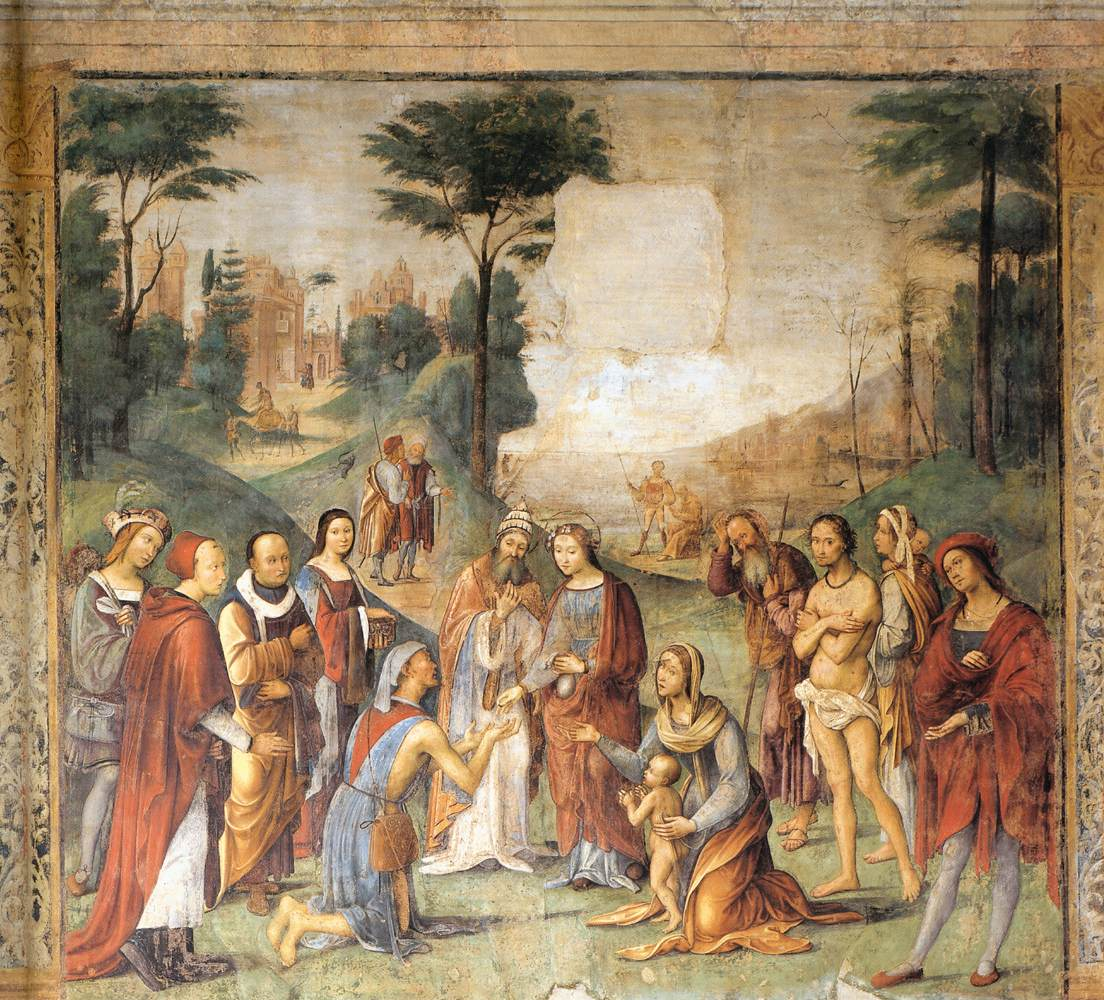
Cecilia dona ai poveri le proprie ricchezze, di Lorenzo Costa
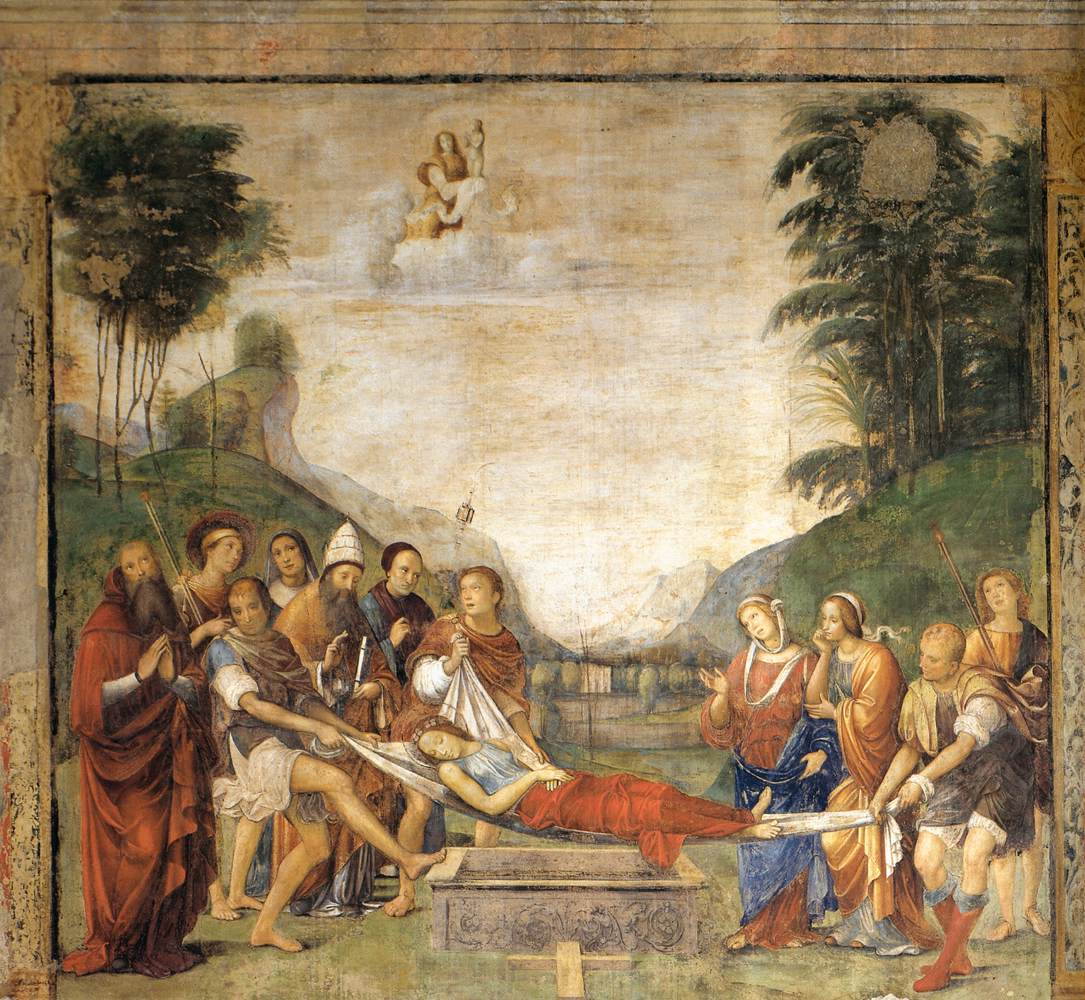
Sepoltura di santa Cecilia, di Francesco Francia